# Nordgaardia pusilla
Nordgaardia pusilla är en mossdjursart som först beskrevs av Nordgaard 1907.  Nordgaardia pusilla ingår i släktet Nordgaardia och familjen Bugulidae. Inga underarter finns listade i Catalogue of Life.